# Harju Jalgpallikool Laagri
Lo Harju Jalgpallikool Laagri, noto più semplicemente come Harju Laagri o Harju, è una società calcistica estone con sede a Laagri, borgata della città di Saue. Milita in Meistriliiga, la massima serie del campionato nazionale.

## Storia
Il club fu fondato nel 2009, ma prese parte ai campionati nazionali dal 2015, anno in cui si iscrisse in IV Liiga, la quinta e ultima serie, nella quale arrivò quinto venendo tuttavia ripescato in III Liiga; qui è rimasto fino al 2019, quando vince il suo girone e ottiene la promozione. 
In soli quattro anni completa la scalata alle serie superiori: si classifica secondo nel girone sud/ovest di II Liiga 2020 (dietro al Paide 3 che non beneficia della promozione), ancora secondo in Esiliiga B 2021, a un punto dal Viimsi vincitore, e poi primo in Esiliiga 2022, staccando di 8 punti il Levadia Tallinn U21 e approdando così in Meistriliiga.
Come successo ad altre neopromosse, l'esordio in massima serie è complicato per l'Harju, che in dieci giornate raccoglie solo un punto contro il Kuressaare. Tuttavia, in seguito mette a segno la prima vittoria contro il Levadia Tallinn, che dà il via a una fase di progressivo riavvicinamento alle altre squadre di bassa classifica, in particolare il Tammeka Tartu, che viene tallonato dall'Harju fino all'ultima giornata, nella quale si disputa lo scontro diretto per evitare l'ultimo posto. Il Tammeka si impone per 2-1 e sancisce la retrocessione dell'Harju dopo un unico anno di Meistriliiga.
In Esiliiga 2024 parte come favorita per la vittoria e rispetta i pronostici trascorrendo l'intera stagione in alta classifica insieme al Viimsi; all'ultima giornata l'Harju vince il campionato mantenendo tre punti di distacco dal Viimsi e conquista una nuova promozione in Meistriliiga.

## Statistiche

### Partecipazione ai campionati
| Livello | Categoria    | Partecipazioni | Debutto | Ultima stagione | Totale |
| ------- | ------------ | -------------- | ------- | --------------- | ------ |
| 1º      | Meistriliiga | 2              | 2023    | 2025            | 2      |
| 2º      | Esiliiga     | 2              | 2022    | 2024            | 2      |
| 3º      | Esiliiga B   | 1              | 2021    | 2021            | 1      |
| 4º      | II Liiga     | 1              | 2020    | 2020            | 1      |
| 5º      | III Liiga    | 4              | 2016    | 2019            | 4      |
| 6º      | IV Liiga     | 1              | 2015    | 2015            | 1      |

## Palmarès

### Competizioni nazionali
- Esiliiga: 2

2022, 2024
- III Liiga: 1

2019 (girone Nord)